# 1753 Mieke
1753 Mieke је астероид главног астероидног појаса са средњом удаљеношћу од Сунца која износи 3,012 астрономских јединица (АЈ).
Апсолутна магнитуда астероида је 11,1.